# Robert Funaro
Robert Funaro, all'anagrafe Robert Tyler Funaro (Coney Island, 23 gennaio 1959), è un attore statunitense di origine italoamericana.

## Biografia
Di discendenza napoletana, è principalmente conosciuto per la sua attività di attore televisivo in molteplici produzioni statunitensi, in particolare per il ruolo di Eugene Pontecorvo nella pluripremiata serie I Soprano.

## Filmografia parziale
- I Soprano (The Sopranos) – serie TV, 24 episodi (2001-2006) - Eugene Pontecorvo
- Law & Order - I due volti della giustizia (Law & Order) – serie TV, 5 episodi (2001-2009)
- Law & Order - Unità vittime speciali (Law & Order: Special Victims Unit) – serie TV, 2 episodi (2002-2003)
- American Gangster, regia di Ridley Scott (2007)
- Vinyl – serie TV, 5 episodi (2016)
- The Sinner – serie TV, 4 episodi (2017)
- Ray Donovan – serie TV, 5 episodi (2019-2020)

## Doppiatori italiani
Nelle versioni in italiano delle opere in cui ha recitato, Robert Funaro è stato doppiato da:
- Luigi Ferraro in Law & Order - I due volti della giustizia (ep. 11x16)
- Giorgio Locuratolo in Law & Order - Unità vittime speciali
- Manfredi Aliquò in American Gangster
- Franco Mannella ne I Soprano
- Riccardo Lombardo in Law & Order: Criminal Intent